# Finnország a 2016. évi nyári olimpiai játékokon
Finnország a brazíliai Rio de Janeiróban megrendezett 2016. évi nyári olimpiai játékok egyik részt vevő nemzete volt. Az országot az olimpián 16 sportágban 54 sportoló képviselte, akik összesen 1 érmet szereztek.

## Érmesek
| Érem  | Név           | Sportág   | Versenyszám    |
| ----- | ------------- | --------- | -------------- |
| Bronz | Mira Potkonen | Ökölvívás | Női könnyűsúly |

## Asztalitenisz
Férfi
| Versenyző    | Versenyszám | Selejtező         | 64-es főtábla                                  | 48-as főtábla                                  | 32-es főtábla     | Nyolcaddöntő      | Negyeddöntő       | Elődöntő          | Döntő             | Helyezés |
| Versenyző    | Versenyszám | Ellenfél Eredmény | Ellenfél Eredmény                              | Ellenfél Eredmény                              | Ellenfél Eredmény | Ellenfél Eredmény | Ellenfél Eredmény | Ellenfél Eredmény | Ellenfél Eredmény | Helyezés |
| ------------ | ----------- | ----------------- | ---------------------------------------------- | ---------------------------------------------- | ----------------- | ----------------- | ----------------- | ----------------- | ----------------- | -------- |
| Benedek Oláh | Egyes       | erőnyerő          | Feng Chen (SIN) · 11–4, 11–8, 7–11, 11–9, 11–6 | Jonathan Groth (DEN) · 8–11, 5–11, 10–12, 3–11 | kiesett           | kiesett           | kiesett           | kiesett           | kiesett           | 33.      |

## Atlétika
Férfi

| Versenyző       | Versenyszám     | Előfutam | Előfutam | Előfutam | Elődöntő | Elődöntő | Elődöntő | Döntő        | Döntő        |
| Versenyző       | Versenyszám     | Idő      | Hely.    | Össz.    | Idő      | Hely.    | Össz.    | Idő          | Helyezés     |
| --------------- | --------------- | -------- | -------- | -------- | -------- | -------- | -------- | ------------ | ------------ |
| Oskari Mörö     | 400 m gát       | 49.04    | 4.       | 13.      | 49.75    | 7.       | 20.*     | kiesett      | kiesett      |
| Jarkko Kinnunen | 50 km gyaloglás |          |          |          |          |          |          | 3:55:43      | 22.          |
| Aleksi Ojala    | 50 km gyaloglás |          |          |          |          |          |          | kizárták     | kizárták     |
| Aku Partanen    | 50 km gyaloglás |          |          |          |          |          |          | visszalépett | visszalépett |

| Versenyző       | Versenyszám   | Selejtező | Selejtező | Döntő    | Döntő    |
| Versenyző       | Versenyszám   | Eredmény  | Helyezés  | Eredmény | Helyezés |
| --------------- | ------------- | --------- | --------- | -------- | -------- |
| David Söderberg | Kalapácsvetés | 74.64 m   | 7.        | 74.61    | 8.       |
| Ari Mannio      | Gerelyhajítás | 77.73 m   | 27.       | kiesett  | kiesett  |
| Tero Pitkämäki  | Gerelyhajítás | 79.56 m   | 21.       | kiesett  | kiesett  |
| Antti Ruuskanen | Gerelyhajítás | 82.20 m   | 11.       | 83.05 m  | 6.       |

Női
| Versenyző            | Versenyszám    | Előfutam | Előfutam | Előfutam | Elődöntő | Elődöntő | Elődöntő | Döntő   | Döntő    |
| Versenyző            | Versenyszám    | Idő      | Hely.    | Össz.    | Idő      | Hely.    | Össz.    | Idő     | Helyezés |
| -------------------- | -------------- | -------- | -------- | -------- | -------- | -------- | -------- | ------- | -------- |
| Nooralotta Neziri    | 100 m gát      | 12.88    | 3.       | 15.      | 13.04    | 6.       | 18.      | kiesett | kiesett  |
| Sandra Eriksson      | 3000 m akadály | 9:56.77  | 15.      | 47.      |          |          |          | kiesett | kiesett  |
| Anne-Mari Hyryläinen | Maraton        |          |          |          |          |          |          | 2:39:02 | 51.      |

| Versenyző        | Versenyszám   | Selejtező | Selejtező | Döntő    | Döntő    |
| Versenyző        | Versenyszám   | Eredmény  | Helyezés  | Eredmény | Helyezés |
| ---------------- | ------------- | --------- | --------- | -------- | -------- |
| Linda Sandblom   | Magasugrás    | 1.89 m    | 26.       | kiesett  | kiesett  |
| Wilma Murto      | Rúdugrás      | 4.30 m    | 24.       | kiesett  | kiesett  |
| Minna Nikkanen   | Rúdugrás      | 4.55 m    | 13.       | kiesett  | kiesett  |
| Kristiina Mäkelä | Hármasugrás   | 14.24 m   | 5.        | 13.95 m  | 12.      |
| Sanni Utriainen  | Gerelyhajítás | 53.42 m   | 31.       | kiesett  | kiesett  |

* - egy másik versenyzővel azonos eredményt ért el

## Birkózás

### Férfi
Kötöttfogású

| Versenyző              | Versenyszám | Selejtező         | Nyolcaddöntő                 | Negyeddöntő       | Elődöntő          | Vigaszág első kör | Vigaszág elődöntő | Bronz- mérkőzés   | Döntő             | Helyezés |
| Versenyző              | Versenyszám | Ellenfél Eredmény | Ellenfél Eredmény            | Ellenfél Eredmény | Ellenfél Eredmény | Ellenfél Eredmény | Ellenfél Eredmény | Ellenfél Eredmény | Ellenfél Eredmény | Helyezés |
| ---------------------- | ----------- | ----------------- | ---------------------------- | ----------------- | ----------------- | ----------------- | ----------------- | ----------------- | ----------------- | -------- |
| Tero Välimäki          | 66 kg       | erőnyerő          | Shmagi Bolkvadze (GEO) · 0–3 | kiesett           | kiesett           | kiesett           | kiesett           | kiesett           | kiesett           | 15.      |
| Rami Antero Hietaniemi | 85 kg       | erőnyerő          | Amer Hrustanovic (AUT) · 3–4 | kiesett           | kiesett           | kiesett           | kiesett           | kiesett           | kiesett           | 11.      |

### Női
Szabadfogású

| Versenyző  | Versenyszám | Selejtező         | Nyolcaddöntő               | Negyeddöntő                      | Elődöntő          | Vigaszág első kör | Vigaszág elődöntő | Bronz- mérkőzés   | Döntő             | Helyezés |
| Versenyző  | Versenyszám | Ellenfél Eredmény | Ellenfél Eredmény          | Ellenfél Eredmény                | Ellenfél Eredmény | Ellenfél Eredmény | Ellenfél Eredmény | Ellenfél Eredmény | Ellenfél Eredmény | Helyezés |
| ---------- | ----------- | ----------------- | -------------------------- | -------------------------------- | ----------------- | ----------------- | ----------------- | ----------------- | ----------------- | -------- |
| Petra Olli | 58 kg       | erőnyerő          | Aminat Adeniyi (NGR) · 8–2 | Ajszuluu Tinibekova (KGZ) · 7–14 | kiesett           | kiesett           | kiesett           | kiesett           | kiesett           | 10.      |

## Cselgáncs
Férfi

| Versenyző     | Versenyszám | Selejtező         | 32-es főtábla                                   | Nyolcaddöntő      | Negyeddöntő       | Elődöntő          | Vigaszág elődöntő | Bronz- mérkőzés   | Döntő             | Helyezés |
| Versenyző     | Versenyszám | Ellenfél Eredmény | Ellenfél Eredmény                               | Ellenfél Eredmény | Ellenfél Eredmény | Ellenfél Eredmény | Ellenfél Eredmény | Ellenfél Eredmény | Ellenfél Eredmény | Helyezés |
| ------------- | ----------- | ----------------- | ----------------------------------------------- | ----------------- | ----------------- | ----------------- | ----------------- | ----------------- | ----------------- | -------- |
| Juho Reinvall | Légsúly     | erőnyerő          | Tsend-Ochiryn Tsogtbaatar (MGL) · 000(3)–011(0) | kiesett           | kiesett           | kiesett           |                   |                   |                   | 17.      |

## Golf
| Versenyző       | Versenyszám  | 1. forduló | 1. forduló | 2. forduló | 2. forduló | 3. forduló | 3. forduló | 4. forduló | 4. forduló | Összesen | Összesen | Összesen |
| Versenyző       | Versenyszám  | Pont       | Par        | Pont       | Par        | Pont       | Par        | Pont       | Par        | Pontszám | Par      | Helyezés |
| --------------- | ------------ | ---------- | ---------- | ---------- | ---------- | ---------- | ---------- | ---------- | ---------- | -------- | -------- | -------- |
| Mikko Ilonen    | Férfi egyéni | 73         | +2         | 69         | −2         | 66         | −5         | 73         | +2         | 281      | −3       | 21.      |
| Roope Kakko     | Férfi egyéni | 72         | +1         | 76         | +5         | 68         | −3         | 70         | −1         | 286      | +2       | 43.      |
| Noora Tamminen  | Női egyéni   | 73         | +2         | 76         | +5         | 72         | +1         | 74         | +3         | 295      | +11      | 48.      |
| Ursula Wikström | Női egyéni   | 69         | −2         | 71         | 0          | 81         | +10        | 73         | +2         | 294      | +10      | 44.      |

## Íjászat
Férfi

| Versenyző     | Versenyszám | Selejtező | Selejtező | 64-es főtábla                  | 32-es főtábla     | Nyolcaddöntő      | Negyeddöntő       | Elődöntő          | Döntő             | Helyezés |
| Versenyző     | Versenyszám | Pont      | Kiemelés  | Ellenfél Eredmény              | Ellenfél Eredmény | Ellenfél Eredmény | Ellenfél Eredmény | Ellenfél Eredmény | Ellenfél Eredmény | Helyezés |
| ------------- | ----------- | --------- | --------- | ------------------------------ | ----------------- | ----------------- | ----------------- | ----------------- | ----------------- | -------- |
| Samuli Piippo | Egyéni      | 636       | 54.       | Florian Floto (GER)(11.) · 0-6 | kiesett           | kiesett           | kiesett           | kiesett           | kiesett           | 33.      |

| Versenyző   | Versenyszám | Selejtező | Selejtező | 64-es főtábla                | 32-es főtábla     | Nyolcaddöntő      | Negyeddöntő       | Elődöntő          | Döntő             | Helyezés |
| Versenyző   | Versenyszám | Pont      | Kiemelés  | Ellenfél Eredmény            | Ellenfél Eredmény | Ellenfél Eredmény | Ellenfél Eredmény | Ellenfél Eredmény | Ellenfél Eredmény | Helyezés |
| ----------- | ----------- | --------- | --------- | ---------------------------- | ----------------- | ----------------- | ----------------- | ----------------- | ----------------- | -------- |
| Taru Kuoppa | Egyéni      | 643       | 14.       | San Yu Htwe (MYA)(51.) · 3-7 | kiesett           | kiesett           | kiesett           | kiesett           | kiesett           | 33.      |

## Kerékpározás

### Országúti kerékpározás
Női
| Versenyző     | Versenyszám   | Idő              | Helyezés |
| ------------- | ------------- | ---------------- | -------- |
| Lotta Lepistö | Mezőnyverseny | 4:03:34 (+12:07) | 51.      |
| Lotta Lepistö | Időfutam      | 47:06,52         | 17.      |

## Lovaglás
Lovastusa
| Versenyző    | Ló              | Versenyszám | Díjlovaglás | Díjlovaglás | Tereplovaglás | Tereplovaglás | Tereplovaglás | Díjugratás | Díjugratás  | Díjugratás | Díjugratás | Végeredmény | Végeredmény |
| Versenyző    | Ló              | Versenyszám | Díjlovaglás | Díjlovaglás | Tereplovaglás | Tereplovaglás | Tereplovaglás | Selejtező  | Selejtező   | Selejtező  | Döntő      | Végeredmény | Végeredmény |
| Versenyző    | Ló              | Versenyszám | Bünt.       | Hely.       | Bünt.         | Bünt. össz.   | Hely.         | Bünt.      | Bünt. össz. | Hely.      | Bünt.      | Bünt.       | Helyezés    |
| ------------ | --------------- | ----------- | ----------- | ----------- | ------------- | ------------- | ------------- | ---------- | ----------- | ---------- | ---------- | ----------- | ----------- |
| Elmo Jankari | Duchess Désirée | Egyéni      | 48,0        | 37.         | 42,8          | 90,8          | 29.           | 10,0       | 100,8       | 31.        | kiesett    | 100,8       | 31.         |

## Ökölvívás
Női
| Versenyző     | Versenyszám | Selejtező                  | Negyeddöntő              | Elődöntő                              | Döntő             | Helyezés |
| Versenyző     | Versenyszám | Ellenfél Eredmény          | Ellenfél Eredmény        | Ellenfél Eredmény                     | Ellenfél Eredmény | Helyezés |
| ------------- | ----------- | -------------------------- | ------------------------ | ------------------------------------- | ----------------- | -------- |
| Mira Potkonen | Könnyűsúly  | Adriana Araújo (BRA) · 2-1 | Katie Taylor (IRL) · 2-1 | Jin Csün-hua (Yin Junhua) (CHN) · 0-3 | kiesett           |          |

## Sportlövészet
Férfi
| Versenyző     | Versenyszám | Selejtező | Selejtező | Elődöntő | Elődöntő | Döntő   | Döntő    |
| Versenyző     | Versenyszám | Pont      | Helyezés  | Pont     | Helyezés | Pont    | Helyezés |
| ------------- | ----------- | --------- | --------- | -------- | -------- | ------- | -------- |
| Vesa Törnroos | Trap        | 116       | 11.       | kiesett  | kiesett  | kiesett | kiesett  |

Női
| Versenyző           | Versenyszám | Selejtező | Selejtező | Elődöntő | Elődöntő | Döntő   | Döntő    |
| Versenyző           | Versenyszám | Pont      | Helyezés  | Pont     | Helyezés | Pont    | Helyezés |
| ------------------- | ----------- | --------- | --------- | -------- | -------- | ------- | -------- |
| Satu Mäkelä-Nummela | Trap        | 66        | 10.       | kiesett  | kiesett  | kiesett | kiesett  |

## Súlyemelés
Férfi

| Versenyző    | Versenyszám | Szakítás | Szakítás | Lökés    | Lökés    | Összesen | Helyezés |
| Versenyző    | Versenyszám | Eredmény | Helyezés | Eredmény | Helyezés | Összesen | Helyezés |
| ------------ | ----------- | -------- | -------- | -------- | -------- | -------- | -------- |
| Milko Tokola | 85 kg       | 145      | 19.      | 175      | 18.      | 320      | 18.      |

Női

| Versenyző      | Versenyszám | Szakítás | Szakítás | Lökés    | Lökés    | Összesen | Helyezés |
| Versenyző      | Versenyszám | Eredmény | Helyezés | Eredmény | Helyezés | Összesen | Helyezés |
| -------------- | ----------- | -------- | -------- | -------- | -------- | -------- | -------- |
| Anni Vuohijoki | 63 kg       | 85       | 12.      | 107      | 10.      | 192      | 10.      |

## Taekwondo
Női
| Versenyző     | Versenyszám | Nyolcaddöntő                   | Negyeddöntő                  | Elődöntő          | Vigaszág elődöntő | Bronz- mérkőzés   | Döntő             | Helyezés |
| Versenyző     | Versenyszám | Ellenfél Eredmény              | Ellenfél Eredmény            | Ellenfél Eredmény | Ellenfél Eredmény | Ellenfél Eredmény | Ellenfél Eredmény | Helyezés |
| ------------- | ----------- | ------------------------------ | ---------------------------- | ----------------- | ----------------- | ----------------- | ----------------- | -------- |
| Suvi Mikkonen | Pehelysúly  | Júlia Vasconcelos (BRA) · 10-9 | Nikita Glasnovic (SWE) · 4-7 | kiesett           |                   |                   |                   | 9.       |

## Tollaslabda
| Versenyző    | Versenyszám | Csoportkör                                                                         | Csoportkör | Nyolcaddöntő      | Negyeddöntő       | Elődöntő          | Bronz- mérkőzés   | Döntő             | Helyezés |
| Versenyző    | Versenyszám | Ellenfél Eredmény                                                                  | Hely.      | Ellenfél Eredmény | Ellenfél Eredmény | Ellenfél Eredmény | Ellenfél Eredmény | Ellenfél Eredmény | Helyezés |
| ------------ | ----------- | ---------------------------------------------------------------------------------- | ---------- | ----------------- | ----------------- | ----------------- | ----------------- | ----------------- | -------- |
| Nanna Vainio | Női egyes   | A csoport · Carolina Marín (ESP) · 6–21, 4–21 · Line Kjærsfeldt (DEN) · 9–21, 8–21 | 3.         | kiesett           | kiesett           | kiesett           | kiesett           | kiesett           | 28.      |

## Torna
Férfi

| Versenyző    | Versenyszám      | Selejtező | Selejtező | Döntő    | Döntő    |
| Versenyző    | Versenyszám      | Pontszám  | Helyezés  | Pontszám | Helyezés |
| ------------ | ---------------- | --------- | --------- | -------- | -------- |
| Oskar Kirmes | Talaj            | 14,933    | 19.       | kiesett  | kiesett  |
| Oskar Kirmes | Korlát           | 13,891    | 54.       | kiesett  | kiesett  |
| Oskar Kirmes | Nyújtó           | 13,266    | 64.       | kiesett  | kiesett  |
| Oskar Kirmes | Gyűrű            | 13,833    | 52.       | kiesett  | kiesett  |
| Oskar Kirmes | Lólengés         | 14,000    | 42.       | kiesett  | kiesett  |
| Oskar Kirmes | Egyéni összetett | 84,123    | 35.       | kiesett  | kiesett  |

### Ritmikus gimnasztika
| Versenyző         | Versenyszám | Selejtező | Selejtező | Selejtező | Selejtező | Selejtező | Selejtező | Selejtező | Selejtező | Selejtező | Selejtező | Döntő   | Döntő   | Döntő   | Döntő   | Döntő    | Döntő    | Döntő   | Döntő   | Döntő    | Döntő    | Helyezés |
| Versenyző         | Versenyszám | Karika    | Karika    | Labda     | Labda     | Buzogány  | Buzogány  | Szalag    | Szalag    | Összesen  | Összesen  | Karika  | Karika  | Labda   | Labda   | Buzogány | Buzogány | Szalag  | Szalag  | Összesen | Összesen | Helyezés |
| Versenyző         | Versenyszám | Pont      | Hely.     | Pont      | Hely.     | Pont      | Hely.     | Pont      | Hely.     | Pont      | Hely.     | Pont    | Hely.   | Pont    | Hely.   | Pont     | Hely.    | Pont    | Hely.   | Pont     | Hely.    | Helyezés |
| ----------------- | ----------- | --------- | --------- | --------- | --------- | --------- | --------- | --------- | --------- | --------- | --------- | ------- | ------- | ------- | ------- | -------- | -------- | ------- | ------- | -------- | -------- | -------- |
| Ekaterina Volkova | Egyéni      | 16,916    | 19.       | 16,966    | 19.       | 17,000    | 21.       | 16,633    | 21.       | 67,515    | 21.       | kiesett | kiesett | kiesett | kiesett | kiesett  | kiesett  | kiesett | kiesett | kiesett  | kiesett  | 21.      |

## Úszás
Férfi
| Versenyző           | Versenyszám | Előfutam | Előfutam | Előfutam | Elődöntő | Elődöntő | Elődöntő | Döntő   | Döntő    |
| Versenyző           | Versenyszám | Idő      | Hely.    | Össz.    | Idő      | Hely.    | Össz.    | Idő     | Helyezés |
| ------------------- | ----------- | -------- | -------- | -------- | -------- | -------- | -------- | ------- | -------- |
| Ari-Pekka Liukkonen | 50 m gyors  | 22,25    | 7.       | 23.*     | kiesett  | kiesett  | kiesett  | kiesett | kiesett  |
| Ari-Pekka Liukkonen | 100 m gyors | 50,14    | 7.*      | 42.*     | kiesett  | kiesett  | kiesett  | kiesett | kiesett  |
| Matias Koski        | 200 m gyors | 1:47,40  | 6.       | 21.      | kiesett  | kiesett  | kiesett  | kiesett | kiesett  |
| Matias Koski        | 400 m gyors | 3:55,57  | 7.       | 42.      |          |          |          | kiesett | kiesett  |
| Matti Mattsson      | 100 m mell  | 1:02,45  | 6.       | 38.      | kiesett  | kiesett  | kiesett  | kiesett | kiesett  |
| Matti Mattsson      | 200 m mell  | 2:10,09  | 5.       | 11.      | 2:12,99  | 8.       | 16.      | kiesett | kiesett  |

Női
| Versenyző                                                            | Versenyszám      | Előfutam | Előfutam | Előfutam | Elődöntő | Elődöntő | Elődöntő | Döntő   | Döntő    |
| Versenyző                                                            | Versenyszám      | Idő      | Hely.    | Össz.    | Idő      | Hely.    | Össz.    | Idő     | Helyezés |
| -------------------------------------------------------------------- | ---------------- | -------- | -------- | -------- | -------- | -------- | -------- | ------- | -------- |
| Mimosa Jallow                                                        | 100 m hát        | 1:05,58  | 8.       | 24.      | kiesett  | kiesett  | kiesett  | kiesett | kiesett  |
| Jenna Laukkanen                                                      | 100 m mell       | 1:07,35  | 1.       | 18.      | kiesett  | kiesett  | kiesett  | kiesett | kiesett  |
| Jenna Laukkanen                                                      | 200 m mell       | 2:25,52  | 6.       | 14.      | 2:25,14  | 6.       | 14.      | kiesett | kiesett  |
| Tanja Kylliäinen                                                     | 200 m vegyes     | 2:14,97  | 1.       | 25.      | kiesett  | kiesett  | kiesett  | kiesett | kiesett  |
| Tanja Kylliäinen                                                     | 400 m vegyes     | 4:45,33  | 2.       | 25.      |          |          |          | kiesett | kiesett  |
| Mimosa Jallow Jenna Laukkanen Emilia Pikkarainen Hanna-Maria Seppälä | 4 × 100 m vegyes | 4:01,61  | 6.       | 11.      |          |          |          | kiesett | kiesett  |

* - egy másik versenyzővel azonos időt ért el

## Vitorlázás
Férfi

| Versenyző                       | Versenyszám    | Futam | Futam | Futam | Futam | Futam | Futam | Futam | Futam | Futam | Futam | Futam   | Pontszám | Helyezés |
| Versenyző                       | Versenyszám    | 1     | 2     | 3     | 4     | 5     | 6     | 7     | 8     | 9     | 10    | É       | Pontszám | Helyezés |
| ------------------------------- | -------------- | ----- | ----- | ----- | ----- | ----- | ----- | ----- | ----- | ----- | ----- | ------- | -------- | -------- |
| Tapio Nirkko                    | Finn dingi     | 20    | 9     | 15    | 5     | 3     | (24)  | 20    | 21    | 6     | 10    | kiesett | 107      | 15.      |
| Kaarle Tapper                   | Laser          | (32)  | 12    | 31    | 29    | 27    | 18    | 17    | 11    | 23    | 19    | kiesett | 187      | 26.      |
| Joonas Lindgren Niklas Lindgren | 470-es osztály | 20    | 11    | 23    | 18    | (24)  | 19    | 3     | 10    | 9     | 10    | kiesett | 123      | 15.      |

Női

| Versenyző                         | Versenyszám     | Futam | Futam | Futam | Futam | Futam | Futam | Futam | Futam | Futam | Futam | Futam | Futam | Futam   | Pontszám | Helyezés |
| Versenyző                         | Versenyszám     | 1     | 2     | 3     | 4     | 5     | 6     | 7     | 8     | 9     | 10    | 11    | 12    | É       | Pontszám | Helyezés |
| --------------------------------- | --------------- | ----- | ----- | ----- | ----- | ----- | ----- | ----- | ----- | ----- | ----- | ----- | ----- | ------- | -------- | -------- |
| Tuuli Petäjä                      | Szörfvitorlázás | 4     | 9     | 8     | 5     | 9     | 5     | (27)  | 3     | 12    | 10    | 6     | 8     | 20      | 99       | 10.      |
| Tuula Tenkanen                    | Laser radial    | 4     | (16)  | 8.6   | 2     | 14    | 3     | 13    | 8     | 2     | 14    |       |       | 18      | 86.6     | 5.       |
| Camilla Cedercreutz Noora Ruskola | 49erFX osztály  | 7     | 12    | 16    | 13    | (21)  | 15    | 14    | 15    | 14    | 10    | 20    | 18    | kiesett | 154      | 17.      |